# Odakyu Group
Die Odakyu Group (jap. 小田急グループ, Odakyū Gurūpu) ist ein japanischer Konzern mit Sitz in Shinjuku, Tokio. Er ist um die Bahngesellschaft Odakyū Dentetsu herum strukturiert. Die dazu gehörenden Unternehmen sind in den Sparten Verkehr, Immobilien, Einzelhandel, Business-to-Business, Finanzdienstleistungen und Tourismus tätig, wobei die meisten darauf ausgerichtet sind, die Wertschöpfung des Odakyū-Bahnnetzes in den Präfekturen Tokio und Kanagawa zu erhöhen. Im Geschäftsjahr 2018/19 umfasste die Odakyu Group 100 Unternehmen, die zusammen rund 25.000 Mitarbeiter beschäftigten und einen Umsatz von 526,675 Milliarden Yen (ca. 4,328 Milliarden Euro) erwirtschafteten.

## Die wichtigsten Unternehmen

### Bahngesellschaften
- Odakyū Dentetsu: Bahnverkehr in den Präfekturen Tokio und Kanagawa
- Enoshima Dentetsu: Bahnverkehr in der Präfektur Kanagawa
- Hakone Tozan Tetsudō: Bahnverkehr in der Präfektur Kanagawa

### Busbetriebe
- Enoden Bus: Linienbusverkehr in der Region Shōnan
- Kanagawa Chūō Kōtsū: Linienbusverkehr in Yokohama, Fujisawa und Umgebung
- Odakyū Bus: Linienbusverkehr in der Grenzregion der Präfekturen Tokio und Kanagawa
- Odakyū City Bus: Schnellbusverkehr
- Odakyū Hakone Highway Bus: Schnellbusverkehr in die Region Hakone
- Tachikawa Bus: Linienbusverkehr im Westen der Präfektur Tokio
- Tōkai Bus: Linienbusverkehr in der Präfektur Shizuoka

### Weitere Verkehrsunternehmen
- Hakone Ropeway: Standseilbahn
- Ōyama Kankō Dentetsu: Standseilbahn
- Hakone Sightseeing Cruise: Ausflugsschiffe auf dem Ashi-See

### Einzelhandel
- Odakyu Department Store: Kaufhäuser in Tokio und Umgebung
- Odakyu Shoji: Supermärkte und Convenience-Shops
- Hokuō Tōkyō: Bäckereien
- Kanachu Shoji: Tankstellen, Erdgas, Reinigung
- Kanagawa Mitsubishi Fuso Truck and Bus Sales: Verkauf und Unterhalt von Mitsubishi-Nutzfahrzeugen

### Gastronomieketten
- Giraud Restaurant System
- Kanachu System Plan
- Odakyu Restaurant System

### Hotellerie
- Grand Hotel Kanachu
- Hotel Odakyu Shizuoka
- Hotel Odakyu Southern Tower
- Hyatt Regency Tokyo
- Odakyu Resorts

### Immobilienhandel und Bauwirtschaft
- Gotemba Premium Outlets
- Odakyu Building Service
- Odakyu Housing
- Odakyu Real Estate
- Shinjuku Terrace City
- Yokohama Building System

### Tourismus und Sport
- Odakyu Sports Service: Betrieb von Golfplätzen und Tenniszentren
- Odakyu Travel: Reisebüros

### Sonstige
- Odakyu Agency: Werbeagentur
- Odakyu Engineering: Ingenieurbüro
- Odakyu Group Materials: zentrales Beschaffungswesen der Odakyu Group
- Tōkai sōgo keibi hoshō: Gebäudesicherheit und -unterhalt

## Ehemals im Besitz der Odakyu Group (Auswahl)
- Harajuku Carillon: Modekaufhaus
- Hotel Century Sendai
- Hotel Century Hyatt Nagoya
- MONA Shin-Urayasu: Einkaufszentrum
- Mukogaoka Amusement Park: Vergnügungspark in Tama
- Odakyu Gotemba Family Land: Vergnügungspark in Gotemba
- Odakyu Juno: professionelles Volleyball-Team
- Tōkyō Yamanote Kyūkō Dentetsu: Eisenbahngesellschaft